# Монро (округ, Айова)
Монро́ (англ. Monroe County) — округ в США, штате Айова. На 2000 год численность населения составляла 8016 человек. По оценке бюро переписи населения США в 2009 году население округа составляло 7549 человек. Окружным центром является город Албия.

## История
Округ Монро был сформирован в 17 февраля 1843 года.

## География
Согласно данным Бюро переписи населения США, площадь округа Монро составляет 1122 км².

### Основные шоссе
- Шоссе 34
- Автострада 5
- Автострада 137

### Соседние округа
- Марион (северо-запад)
- Махаска (северо-восток)
- Уапелло (восток)
- Аппанус (юг)
- Лукас (запад)

## Демография
По данным переписи населения 2000 года в округе проживало 8016 жителей. Среди них 23,7 % составляли дети до 18 лет, 18,9 % люди возрастом более 65 лет. 50,7 % населения составляли женщины.
Национальный состав был следующим: 98,1 % белых, 0,2 % афроамериканцев, 0,4 % представителей коренных народов, 0,5 % азиатов, 1,0 % латиноамериканцев. 0,8 % населения являлись представителями двух или более рас.
Средний доход на душу населения в округе составлял $17155. 13,4 % населения имело доход ниже прожиточного минимума. Средний доход на домохозяйство составлял $47628.
Также 82,2 % взрослого населения имело законченное среднее образование, а 12,6 % имело высшее образование.